# 松ケ越
松ケ越（まつがごし・まつがこし）は宮城県柴田郡柴田町の町丁。郵便番号は989-1744。人口は995人、世帯数は440世帯（2022年12月31日現在）。現行行政地名は松ケ越一丁目および松ケ越二丁目。住居表示は全域で未実施。

## 地理
柴田町の中部、槻木地区に位置する。緩やかな丘陵群の上に造成された団地であり、三井不動産によって住宅の分譲が行われた。南側に大字船迫と、西側に大字海老穴と、それ以外を大字槻木と接する。柴田町が設置する行政区では17B区に属する。
- 丘陵：館山[7]

### 地名の由来
地番変更前の字である大字槻木字松ケ越から。

## 歴史

### 近代まで
近世以前は大字槻木との境界付近に入間野山城という山城が存在し、松ケ越には三か所の堀切が存在したが、宅地造成によって失われてしまったとされている。
1915年（大正4年）時点では松ケ越の一部を東禅寺（柴田町槻木白幡5丁目）が所有していたことが確認されている。

### 現代
柴田町が成立した1956年（昭和31年）以降、町は合併後の人口増加に伴い宅地造成と町営住宅の建設を進め、松ケ越もその一環として「館前住宅団地」の名称で造成が進められた。1978年（昭和53年）には館前住宅団地の造成が開始され、1980年（昭和55年）11月から第一期工事分である269区画が分譲開始された。
当時の計画人口は1,650人、予定区画数は422区画、総面積は約16.75haであったが、予定区画数の売却に時日を要するとの見込みから、同年2月28日の柴田町議会などで三井不動産への団地の一括譲渡が議決され、分譲を代わりに行うことになった。三井不動産は「サニータウン槻木」という分譲地名で分譲を行った。
1981年（昭和56年）8月11日、地番変更に伴う地名変更により、松ケ越一丁目、松ケ越二丁目が誕生した。

### 年表
- 1915年（大正4年）- 隔離病舎建設のため、東禅寺（現在の槻木白幡5丁目に所在）が加納泰蔵の所有する焼檀（現在の大字槻木字焼檀）の交換を行う[8]。
- 1977年（昭和52年）9月2日 - 宮城県が館前住宅団地造成事業の事業認可を行う[12]。
- 1978年（昭和53年）- 館前住宅団地の造成が開始される[9]。
- 1980年（昭和55年）
  - 2月28日 - 柴田町議会第3回臨時会にて、町有地である館前住宅団地用地（96391.85m2）を6億4,926万4,470円で三井不動産に売却することを議決する[10]。
  - 5月9日 - 仙南ガスが簡易ガス事業として団地内でのガス事業法の適用を受ける[13]。
  - 11月 - 「サニータウン槻木」として三井不動産より分譲が開始される[9]。
- 1981年（昭和56年）
  - 2月14日 - 仙南ガスが団地内でのガス事業を開始する[13]。
  - 8月11日 - 地番変更に伴う地名変更により、松ケ越一丁目、松ケ越二丁目が誕生する[5]。

### 町名の変遷
町名の変遷は以下の通りとなる。
| 実施後       | 実施年月日    | 実施前（各町名ともその一部） | 実施前（各町名ともその一部） |
| ------------ | ------------- | ---------------------------- | ---------------------------- |
| 松ケ越一丁目 | 1981年8月11日 | 大字槻木                     | 字新余目                     |
| 松ケ越一丁目 | 1981年8月11日 | 大字槻木                     | 字余目                       |
| 松ケ越一丁目 | 1981年8月11日 | 大字槻木                     | 字前山                       |
| 松ケ越一丁目 | 1981年8月11日 | 大字槻木                     | 字館前                       |
| 松ケ越一丁目 | 1981年8月11日 | 大字槻木                     | 字新館前                     |
| 松ケ越一丁目 | 1981年8月11日 | 大字槻木                     | 字松ケ越                     |
| 松ケ越一丁目 | 1981年8月11日 | 大字槻木                     | 字南遠島                     |
| 松ケ越一丁目 | 1981年8月11日 | 大字槻木                     | 字遠島                       |
| 松ケ越一丁目 | 1981年8月11日 | 大字槻木                     | 字遠島入                     |
| 松ケ越一丁目 | 1981年8月11日 | 大字槻木                     | 字浜井場                     |
| 松ケ越一丁目 | 1981年8月11日 | 大字船迫                     | 字丹波                       |
| 松ケ越一丁目 | 1981年8月11日 | 大字船迫                     | 字下丹波                     |
| 松ケ越一丁目 | 1981年8月11日 | 大字海老穴                   | 字一本松                     |
| 松ケ越二丁目 | 1981年8月11日 | 大字槻木                     | 字新余目                     |
| 松ケ越二丁目 | 1981年8月11日 | 大字槻木                     | 字余目                       |
| 松ケ越二丁目 | 1981年8月11日 | 大字槻木                     | 字余目山                     |
| 松ケ越二丁目 | 1981年8月11日 | 大字槻木                     | 字前山                       |
| 松ケ越二丁目 | 1981年8月11日 | 大字槻木                     | 字館前                       |
| 松ケ越二丁目 | 1981年8月11日 | 大字槻木                     | 字新館前                     |
| 松ケ越二丁目 | 1981年8月11日 | 大字槻木                     | 字松ケ越                     |
| 松ケ越二丁目 | 1981年8月11日 | 大字槻木                     | 字南遠島                     |
| 松ケ越二丁目 | 1981年8月11日 | 大字槻木                     | 字遠島                       |
| 松ケ越二丁目 | 1981年8月11日 | 大字槻木                     | 字遠島入                     |
| 松ケ越二丁目 | 1981年8月11日 | 大字槻木                     | 字浜井場                     |
| 松ケ越二丁目 | 1981年8月11日 | 大字船迫                     | 字丹波                       |

## 世帯数と人口
2022年（令和4年）12月31日現在の世帯数と人口は以下の通りとなる。
| 丁目         | 世帯    | 人口  |
| 松ケ越一丁目 | 190世帯 | 438人 |
| 松ケ越二丁目 | 250世帯 | 557人 |
| 計           | 440世帯 | 995人 |

## 小・中学校の学区
小・中学校の学区は以下の通りとなる。
| 大字   | 字・番地 | 小学校     | 中学校     |
| ------ | -------- | ---------- | ---------- |
| 松ケ越 | 全域     | 槻木小学校 | 槻木中学校 |

## 施設

### 公共
- 柴田町営第1墓地（松ケ越一丁目）

- 舘前緑地（松ケ越一丁目6-6）

#### 集会所・コミュニティセンター
- 第17B区集会所 (松ケ越一丁目1-11)

### 企業・工場
- 有限会社 友健工業（松ケ越一丁目5-1）

- 有限会社 能田総業（松ケ越二丁目10-10）

## 交通

### 鉄道
- 鉄道駅はない。最寄り駅は東北本線の槻木駅。

### バス
- 地区内に路線バスやコミュニティバス、廃止代替バスは通っていないものの、伊藤チェーンマルコ店が運行している「お買い物バス」が地区内を通っている[15]。

### 道路
- 一般県道、一般国道は通っていない。